# Drapetis bicolor
Drapetis bicolor är en tvåvingeart som beskrevs av Collin 1949. Drapetis bicolor ingår i släktet Drapetis och familjen puckeldansflugor. Inga underarter finns listade i Catalogue of Life.